# Colombe Sportive
Colombe Sportive du Dja et Lobo ist ein kamerunischer Fußballklub mit Sitz in Sangmélima, der Hauptstadt des Départements Dja-et-Lobo. Er trägt seine Heimspiele im Yaoundér Stade Annexe 1 Omnisport aus.

## Geschichte
Der Klub wurde im Jahr 1953 gegründet und nahm schon in der Saison 1960 an der ersten Austragung der nationalen Liga teil. Dieser gehörte der Klub in den 1980er Jahren auch an, stieg jedoch schließlich nach der Saison 1993 über den 14. Platz ab. In den folgenden Jahren war der Klub dann nur noch auf provinzialer Ebene aktiv und nahm auch mehrfach freiwillig nicht am nationalen Pokal an.
In der Saison 2014 findet man sich dann schon in der zweitklassigen Elite Two wieder, aus dieser dann als Dritter nach der Spielzeit 2016 der Aufstieg ins Oberhaus gelang. Seitdem spielt die Mannschaft des Klubs durchgehend in dieser Liga.

## Erfolge
- Kamerunischer Meister: 2024/25